# Аляска (порода кроликов)
Аляска — порода кроликов мясо-шкуркового направления.

## История
Порода признана Британским советом кролиководов (англ. British Rabbit Council), однако не признаётся Американской ассоциацией кролиководов (англ. American Rabbit Breeders Association).
Кролик породы аляска был создан в 1900 году Максом Фишером из Готы и Шмидтом из Бад-Лангензальца. Они соединили породы гавану, голландский кролик, гималайский кролик и аргентинский кролик с целью получить кролика, похожего на аляскинского лиса, что было бы выгодно в торговле мехом того времени. Они не достигли этой цели, а вместо этого оказались на чёрной Аляске, известной сегодня.
В 1907 году порода чёрная аляска была впервые показана в Германии путём сложного воспроизводительного скрещивания чисто чёрного немецкого кролика с другими породами (серебристый кролик, голландский кролик, гавана, русский горностаевый кролик и др.).
В 1970-х годах порода была импортирована в Северную Америку Бертом Реурсом из Канады. Они были добавлены в Американский стандарт кролиководства, но удалены в 1981 году в связи с отсутствием интереса к породе.

## Описание
Порода кроликов Аляска к условиям содержания неприхотлива.

### Конституция
Тело короткое, компактное, с хорошими пропорциями; голова небольшая, широкая, вплотную соединена с телом; длина ушей 11,5—12,0 см (или 6—8 см); глаза тёмно-коричневые; когти тёмно-рогового цвета.
Средняя живая масса кроликов — 3,5 кг.

### Мех, шкурка
Волосяной покров спины чёрный, блестящий, на животе матовый оттенок. Подпушь тёмно-голубая. Код цвета — CCBBDDEEaa. Порода имеет глянцевый чёрный мех, но любой цвет, кроме чёрного, является недостатком для этой породы.
По стандартам Британского совета кролиководов, она считается породой нормального меха и выпускается только в стандартном смоляном цвете. Клуб кролиководов Аляски является национальным специализированным клубом BRC для этой породы.